# Ariane Borg
Pour les articles homonymes, voir Borg.
 (juillet 2008).
Si vous disposez d'ouvrages ou d'articles de référence ou si vous connaissez des sites web de qualité traitant du thème abordé ici, merci de compléter l'article en donnant les références utiles à sa vérifiabilité et en les liant à la section « Notes et références ».
Ariane Borg, née le 24 août 1915 à Roubaix et morte le 16 avril 2007 à Couilly-Pont-aux-Dames, est une comédienne française des années 1930 et 1940.

## Biographie
Issue d’une très vieille famille flamande d’aristocrates reconvertis dans l’industrie textile, elle naît Lucie Derveaux-Six à Roubaix le 24 août 1915. Elle est élevée et choyée par sa grand-mère maternelle Zélie Derveaux-Six.
À l’adolescence, elle découvre sa vocation de comédienne en écoutant le disque La Voix humaine (le mélodrame de Jean Cocteau, lu par Berthe Bovy) en 1930.
Elle échoue au concours d'entrée au Conservatoire, mais déjà, elle est retenue par Louis Jouvet (Pourquoi tu pleures, mon p’tit ?) et surtout par Georg Wilhelm Pabst qui lui fait tourner Du haut en bas en 1933, puis Jeunes Filles en détresse en 1939. En 1935, elle partage l’affiche de Dédé avec Danielle Darrieux.
Après cette période, elle décide d’elle-même de rencontrer David Wark Griffith qui cherche une comédienne délicieuse et fragile pour son remake du Lys brisé. Elle le rejoint à Londres et Griffith semble prêt à l’engager ; les producteurs font échouer le projet, mais le vieux maître recommande celle qui a choisi pour premier pseudonyme Olga Muriel à de puissants amis américains, dont Mary Pickford.
Celle-ci, cofondatrice de United Artists (avec entre autres Charlie Chaplin et son mari Douglas Fairbanks), prend la jeune comédienne sous contrat et la loge chez elle en 1936, au sein de son manoir de Beverly Hills : Pickfair. Ariane est donc témoin des scènes de ménage et des réconciliations de l’actrice avec Douglas. Mary, sans enfants, lui proposera de l’adopter, ce qu’Ariane refusera par égard pour sa propre mère.
En 1935, la puissante MGM rachète son contrat et décide de façonner et lancer une nouvelle star. Louis B. Mayer, le PDG, et Irving Thalberg, producteur de génie (dont Francis Scott Fitzgerald s’est inspiré pour écrire son roman Le Dernier Nabab) ont l’intention d’en faire la nouvelle Greta Garbo. Ariane Borg prend des cours de comédie, d’anglais, de maintien. Elle a pour camarade un jeune homme promis à un bel avenir de cinéma : Jimmy Stewart. Divers essais sont tournés, dont une mort de Jeanne d'Arc.
Ariane rencontre les stars et personnalités de l’époque : Marlène Dietrich, Greta Garbo dont la loge est voisine de la sienne. Elle dîne sur un yacht avec Jean Giraudoux, alors diplomate aux États-Unis, en rade de San Francisco, joue au tennis avec le scientifique Albert Einstein…
Irving Thalberg a acheté les droits de Trois Camarades, le best-seller de Erich Maria Remarque pour la lancer. Malheureusement, il succombe deux ans plus tard à une crise cardiaque et Joseph L. Mankiewicz sera chargé de le tourner… sans Ariane Borg !
En août 1939, elle retourne en France pour y fêter son anniversaire en famille ; la guerre va la bloquer sur le vieux continent pendant six ans.
Au moment de l’invasion allemande, elle projette de fuir aux États-Unis par l’Espagne, mais un médecin la convainc que sa grand-mère, qu’elle adore, ne survivrait pas aux dures conditions du voyage. Elle s’installe donc à Paris, avenue Montaigne.
Commence alors la période la plus brillante de sa carrière française, où films et pièces de théâtre alternent rapidement. Au cinéma, ce sont surtout : La Valse blanche de Jean Stelli en 1943, un gros succès public, où elle interprète une jeune femme tuberculeuse, mourant comme la Dame aux camélias ; Le Père Serge en 1945 avec entre autres Marcel Herrand et Jacques Dumesnil; La Cabane aux souvenirs en 1946. De la Valse blanche, Simone Lavorel écrira, dans un album consacré aux nouveaux visages du cinéma français, "sans elle, (le film) n'aurait été qu'un insupportable mélo. Elle lui donne un intérêt, celui de son cœur douloureux, un rythme, celui de son jeu impulsif"… Bien des années plus tard, Jean Tulard, dans son dictionnaire du cinéma, évoquera ce "terrible mélodrame…que sauve l'émouvante beauté d'Ariane Borg dont le jeu reste très moderne". Elle rêve alors d'incarner des personnages romanesques, Adrienne Mesurat de Julien Green, Victoire de Jack London
Par la suite, malgré sa beauté et le retentissement de sa jeune carrière, aucun projet au cinéma n’aboutira : La Cabane aux souvenirs sera son dernier souvenir de cinéma…
Elle monte sur scène à bien des reprises, malgré le trac, pour des pièces aussi diverses que Chatterton d'Alfred de Vigny, Tchin Tchin de François Billetdoux, Jean le stropiat, Francesca da Rimini de Francis-Marion Crawford, écrit pour Sarah Bernhardt.
Elle atteint le sommet de sa carrière théâtrale en incarnant Cordelia, la fille fidèle du Roi Lear qu’interprète et met en scène Charles Dullin. Celui-ci a reçu la direction du Théâtre Sarah Bernardt, devenu pour un temps Théâtre de la Cité. Autour de lui gravitent des amis, des élèves, tous ceux pour qui il est et demeurera le maître irremplaçable, dont la silhouette hantera pour toujours ceux qui s'attacheront à suivre sa voie, et aussi tous ceux qui, dans l'ombre, vont tenter de ruiner sa sortie de scène. Il gêne, là où il est. Des cabales… Et puis, Henri Jeanson, le pape des critiques. "… Charles Dullin chantonnant, parodiant atrocement Ophélie", écrira-t-il dans un article sur le spectacle. Ariane Borg ne sera pas épargnée, même si la cible principale reste Charles Dullin. "Quant à Ariane Borg, qui prétend interpréter Cordélia, elle devrait apprendre à parler, à marcher, à s'asseoir… C'est d'ailleurs une assez jolie figurante"…"C'est Shakespeare, qu'il n'aimait pas", commentera un autre journaliste, avec quelque gêne. Faut-il rappeler qu'à peu de temps de là, après la présentation de la merveilleuse École des femmes montée par Louis Jouvet en son théâtre de l'Athénée, l'infaillible Henri Jeanson avait affirmé de façon péremptoire "ce n'est pas comme ça qu'on doit jouer Molière". Il s'était attiré cette réplique devenue historique, magnifiée par la diction si particulière du maître. "Ah? Tu lui as… téléphoné ?"…
En 1955, à quarante ans, elle tente sans succès un come-back aux États-Unis. Elle est pressentie pour jouer à New York une pièce tirée du Journal d'Anne Frank, mais finalement le producteur impose… sa fille ! Elle n’est guère plus chanceuse à Hollywood, même si elle a renoué avec le show-business américain, fréquentant Garbo, Lillian Gish et sa sœur Dorothy et bien d’autres célébrités.
De retour en France après avoir écorné ses économies, elle remontera sur les planches en une grande occasion : elle monte à ses frais la pièce de Vigny Chatterton, pour laquelle elle engage deux jeunes comédiens encore inconnus, mais promis à un bel avenir : Bruno Cremer et Jean-Pierre Marielle.
Suit alors un inexorable déclin que rien n’arrêtera, la beauté, l’argent et la vie intellectuelle et mondaine brillante compensant cette carrière somme toute décevante.

### Vie artistique et mondaine
Avant-guerre, outre les metteurs en scène et les artistes prestigieux qui la remarquent, travaillant ensuite avec elle ou non (Pabst, Griffith, Jouvet, Dullin, Allégret, Duvivier), elle fréquente Giraudoux, Garbo, Marlène Dietrich, et toute l’élite américaine (où tant d’exilés d’Europe centrale ont rejoint le soleil de la Californie).
C’est surtout à partir du moment où sa carrière décolle, pendant la guerre, que toutes les portes s’ouvrent : elle rend visite à Jean Cocteau et Colette, sa voisine au Palais-Royal, déjeune avec Montherlant, participe de la gloire d’Anouilh dont triomphe l’Antigone, se lie d’amitié avec Louise de Vilmorin tout en détestant un Malraux pourtant génial (ce sont de délicieux dîners à Verrières-le-Buisson), fréquente toutes les générations d’artistes de tous ordres, de Mauriac à Thierry Le Luron, de Callas à Wilhelm Kempff, de Mauriac à Romain Gary, de Ionesco à Jacques de Bourbon Busset dont l’amour conjugal pour sa tendre Laurence ne laissait pas de l’émouvoir, et, des frères Marc et Yves Allégret à Jean-Luc Godard dont les propos cinématographiques la dépassent, des réalisateurs du « cinéma de papa » des années 1940 et cinquante jusqu’à la Nouvelle Vague, elle croise tous ceux qui comptent, compteront ou ont compté. En 1944, Jean Cocteau prépare La Belle et la Bête, film qui verra le jour l'année suivante. Colette lui propose de confier le rôle de Belle à Ariane Borg, en raison de son "physique de conte de fée". Josette Day lui sera cependant préférée. En 1949, lors du décès de Charles Dullin, c'est elle qui accueille Simone de Beauvoir, qui évoquera leur rencontre dans La Force des Choses, à l'occasion de l'hommage rendu par les amis et les élèves du maître disparu.
Ariane Borg était une femme très cultivée (encore que superficiellement, n’entrant jamais avec lucidité dans le fond des choses) et très raffinée. Elle adorait les beaux-arts, la peinture flamande qui était un peu sa patrie picturale (van Eyck, Gérard David, Pieter de Hooch…) et fréquentait musées et galeries parisiens. Son compositeur préféré était Chopin, dont elle dut entendre maintes interprétations par son proche ami Samson François. Sa bibliothèque comportait plusieurs milliers de livres, essentiellement de littérature ; son roman préféré était La Princesse de Clèves.
Ses palaces préférés : le Plaza Athénée et le Ritz ; son restaurant préféré : Lipp.
Elle fut habillée personnellement par Balenciaga, Christian Dior, Givenchy.
Toute sa vie, elle fut fascinée par le destin cinématographique de Greta Garbo. Sa beauté égalait celle de la Divine et Irving Thalberg, les comparant explicitement, lui avait murmuré :

« You are much more human than she. »

— (Vous êtes bien plus humaine qu’elle…)

### Vie personnelle
Ariane Borg rencontre Michel Bouquet, de 10 ans son cadet, en 1945 et l'épouse en 1954. La carrière du comédien prend sans cesse plus d’envergure, entre radio, théâtre et cinéma, tandis que la sienne décline. Il la quitte au printemps 1967 : elle ne s’en remettra jamais. Elle entame une grève de la faim qui dure plusieurs mois, lui fait perdre vingt-cinq kilos dont elle manque de mourir. Un long et conflictuel divorce commence pour s'achever en 1980. Le couple n’a pas eu d’enfants.
Sa vie s’étiole dans son appartement de l’avenue Montaigne, et le déclin personnel suit le déclin artistique – sur quarante années, qui laisseront sa beauté fanée et pourtant intacte, son cœur meurtri, et son esprit terriblement amer.
Elle regrette d’avoir quitté l’Amérique qui lui avait été si hospitalière ; elle parle de la France qu’elle juge corrompue en disant « la pourriture de ce patelin » ou « I hate French people ! ».
Pour finir, quelques phrases d’Ariane sur la condition humaine qu’elle a si durement éprouvée :

« Étrange chose que l’humain… L’égocentrisme. L’indifférence, qui est une haine pire que la haine !... »

« J’ai la nostalgie de l’intelligence… »

« Pour rien au monde, je ne reviendrais au monde ! »

Ariane Borg est décédée le 16 avril 2007 à Couilly-Pont-aux-Dames, à la Maison de retraite des artistes de Pont-aux-Dames. Elle est enterrée dans le cimetière de la commune.

## Filmographie
- 1933 : Du haut en bas de Georg Wilhelm Pabst
- 1934 : L'Hôtel du libre échange de Marc Allégret
- 1934 : Jeanne de Georges Marret : Françoise
- 1934 : Dédé de René Guissart avec Danielle Darrieux
- 1934 : Famille nombreuse d'André Hugon
- 1934 : Le Centenaire de Pierre-Jean Ducis et Noël-Noël
- 1935 : Tovarich de Jacques Deval
- 1936 : One Rainy Afternoon, de Rowland V. Lee
- 1939 : La Charrette fantôme de Julien Duvivier
- 1939 : Jeunes Filles en détresse de Georg Wilhelm Pabst
- 1943 : La Valse blanche de Jean Stelli
- 1944 : Bifur 3 de Maurice Cam
- 1945 : Le Père Serge de Lucien Ganier-Raymond avec Marcel Herrand
- 1946 : La Cabane aux souvenirs de Jean Stelli

## Théâtre
- 1942 : La Célestine de Paul Achard, d'après Fernando de Rojas, Cie Jean Darcante, mise en scène Jean Meyer, rôle Areusa, théâtre Montparnasse
- 1945 : Le Roi Lear de William Shakespeare, mise en scène Charles Dullin, rôle Cordélia, théâtre Sarah Bernhardt
- 1945 - 1946 : La Célestine de Paul Achard, d'après Fernando de Rojas, Cie Jean Darcante, mise en scène Jean Meyer, rôle Areusa, théâtre Palace
- 1952 : Le Profanateur de Thierry Maulnier, mise en scène Tania Balachova, théâtre Antoine
- 1956 : Chatterton, d'Alfred de Vigny, mise en scène Michel Bouquet, théâtre de l'Œuvre
- 1958 : La Maison des cœurs brisés de George Bernard Shaw, mise en scène Ariane Borg & Michel Bouquet, théâtre de l'Œuvre
- 1961 : L'Express-liberté de Lazare Kobrynski, mise en scène de l'auteur, Odéon-Théâtre de France

NB :  Le roman de Frédéric Wagner Madame de Maison-Dieu est une transposition de la vie d'Ariane Borg, dont il a été le plus proche ami dans les 15 dernières années de sa vie.